# Essen
Essen este un oraș în landul Renania de Nord-Westfalia, Germania.
Complexul industrial al minei de cărbuni Zollverein din Essen a fost înscris în anul 2001 pe lista patrimoniului cultural mondial UNESCO.
Pentru anul 2010 orașul Essen este declarat una din cele 3 capitale culturale ale Europei, ca reprezentând întregul Bazin al Ruhrului, celelalte două capitale culturale fiind Istanbul, Turcia, și Pécs, Ungaria.

## Personalități marcante
- Ruth Leuwerik, actriță
- Heinz Rühmann, actor
- familia Krupp